# Raw Air 2025
Raw Air 2025 – ósma edycja turnieju Raw Air w skokach narciarskich, która odbywała się w dniach 13–16 marca 2025 na skoczniach w Norwegii w ramach Pucharu Świata w skokach narciarskich. Tytułu bronił Austriak Stefan Kraft, natomiast cały cykl wygrał Niemiec, Andreas Wellinger.

## Zwycięzca

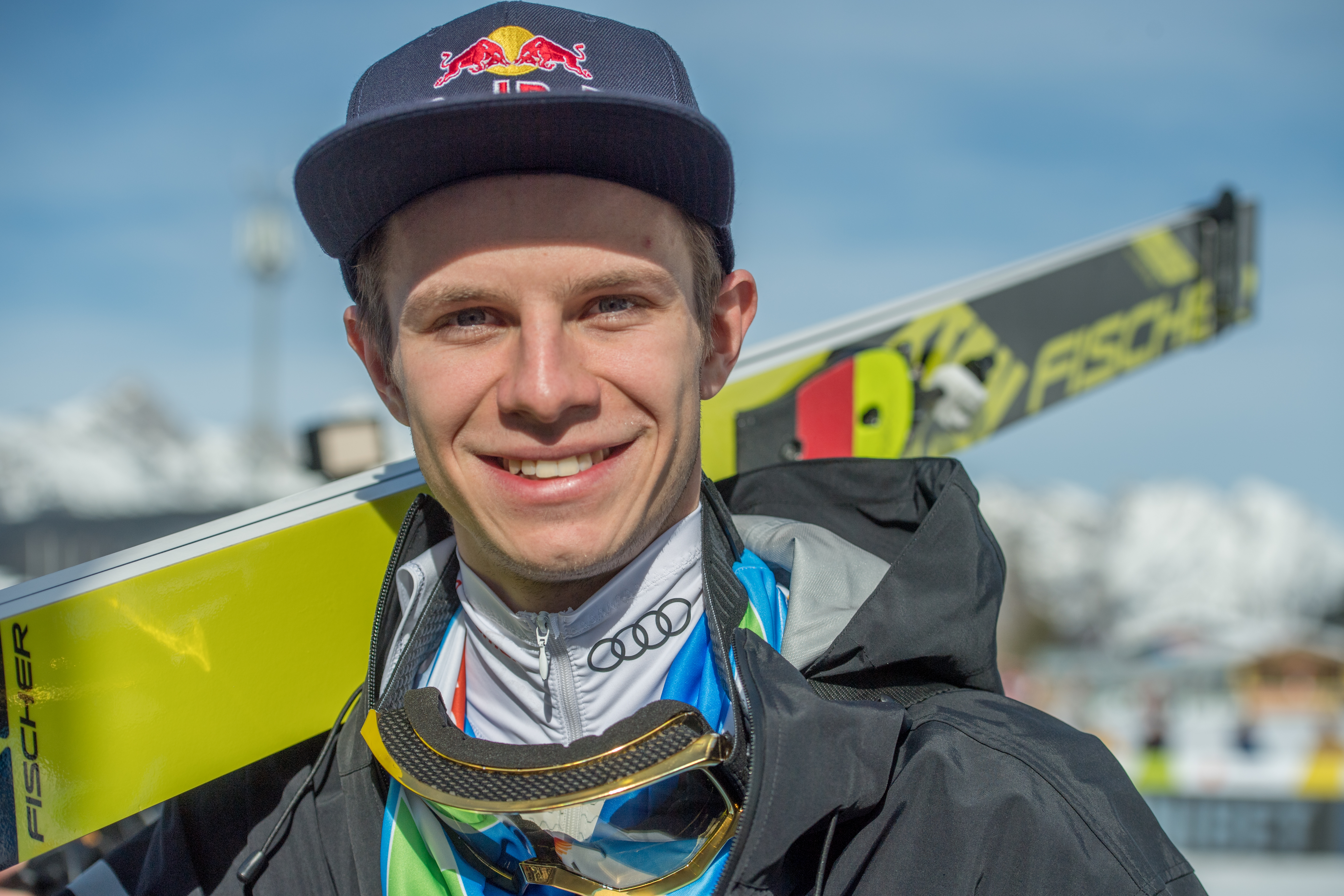
Andreas Wellinger zwycięzca Raw Air 2025

## Skocznie
W tabeli podano rekordy skoczni na których odbywały się konkursy RAW AIR 2025.
Rekordy ustanowione podczas trwania cyklu zaznaczono wytłuszczeniem.
| Zdjęcie | Nazwa skoczni    | Miejscowość | K    | HS    | Rekord skoczni | Rekord skoczni   | Rekord skoczni | Źr.   |
| Zdjęcie | Nazwa skoczni    | Miejscowość | K    | HS    | Odległość      | Rekordzista      | Data           | Źr.   |
| ------- | ---------------- | ----------- | ---- | ----- | -------------- | ---------------- | -------------- | ----- |
|         | Holmenkollbakken | Oslo        | K120 | HS134 | 144,0 m        | Robert Johansson | 09.03.2019     | [ 4 ] |
|         | Vikersundbakken  | Vikersund   | K200 | HS240 | 253,5 m        | Stefan Kraft     | 18.03.2017     | [ 5 ] |

## Podsumowanie
Harmonogram Raw Air 2025 sporządzono na podstawie materiału źródłowego.
| Lp.                                 | Data                                | Miejscowość                         | HS                                  | Uwagi                               | 1. miejsce        | 2. miejsce        | 3. miejsce      | Lider po konkursie (prologu) |
| ----------------------------------- | ----------------------------------- | ----------------------------------- | ----------------------------------- | ----------------------------------- | ----------------- | ----------------- | --------------- | ---------------------------- |
| 1.                                  | 13 marca 2025                       | Oslo                                | HS134                               | prolog                              | Karl Geiger       | Andreas Wellinger | Ryōyū Kobayashi | Karl Geiger                  |
| 2.                                  | 13 marca 2025                       | Oslo                                | HS134                               | nocny                               | Ryōyū Kobayashi   | Jan Hörl          | Karl Geiger     | Ryōyū Kobayashi              |
| 3.                                  | 14 marca 2025                       | Vikersund                           | HS240                               | prolog, loty                        | Domen Prevc       | Stefan Kraft      | Timi Zajc       | Ryōyū Kobayashi              |
| 4.                                  | 15 marca 2025                       | Vikersund                           | HS240                               | nocny, loty                         | Andreas Wellinger | Timi Zajc         | Anže Lanišek    | Andreas Wellinger            |
| 5.                                  | 16 marca 2025                       | Vikersund                           | HS240                               | prolog, loty                        | odwołany          | odwołany          | odwołany        | Andreas Wellinger            |
| 6.                                  | 16 marca 2025                       | Vikersund                           | HS240                               | nocny, loty                         | Domen Prevc       | Andreas Wellinger | Ryōyū Kobayashi | Andreas Wellinger            |
| Raw Air 2025 – klasyfikacja końcowa | Raw Air 2025 – klasyfikacja końcowa | Raw Air 2025 – klasyfikacja końcowa | Raw Air 2025 – klasyfikacja końcowa | Raw Air 2025 – klasyfikacja końcowa | Andreas Wellinger | Domen Prevc       | Ryōyū Kobayashi | –                            |